# Municipio de Blue Rapids City
El municipio de Blue Rapids City (en inglés: Blue Rapids City Township) es un municipio ubicado en el condado de Marshall en el estado estadounidense de Kansas. En el año 2010 tenía una población de 1116 habitantes y una densidad poblacional de 11,97 personas por km².

## Geografía
El municipio de Blue Rapids City se encuentra ubicado en las coordenadas 39°42′1″N 96°38′15″O / 39.70028, -96.63750. Según la Oficina del Censo de los Estados Unidos, el municipio tiene una superficie total de 93.2 km², de la cual 92 km² corresponden a tierra firme y (1,28 %) 1,2 km² es agua.

## Demografía
Según el censo de 2010, había 1116 personas residiendo en el municipio de Blue Rapids City. La densidad de población era de 11,97 hab./km². De los 1116 habitantes, el municipio de Blue Rapids City estaba compuesto por el 97,13 % blancos, el 0,27 % eran afroamericanos, el 0,99 % eran amerindios, el 0,72 % eran de otras razas y el 0,9 % eran de una mezcla de razas. Del total de la población el 1,52 % eran hispanos o latinos de cualquier raza.